# Polycode
 (octobre 2014).
Si vous disposez d'ouvrages ou d'articles de référence ou si vous connaissez des sites web de qualité traitant du thème abordé ici, merci de compléter l'article en donnant les références utiles à sa vérifiabilité et en les liant à la section « Notes et références ».
Polycode est un framework open source multiplateforme distribué sous licence MIT. 
Polycode est disponible sur Windows, Mac OSX et GNU/Linux. Ce framework utilise le langage C++ comme base et le Lua comme langage de script, on peut donc créer les projets entièrement avec du C++, du Lua ou alors utiliser C++ et Lua en duo. Il est possible de créer des applications en 2D et en 3D, polycode fournit un IDE simplifiant la mise en place des éléments 2D et 3D. Un avantage de polycode c'est la facilité avec laquelle on peut publier un projet.